# هولي كافاناه
هولي كافاناه (بالإنجليزية: Hollie Cavanagh)‏ هي مغنية أمريكية، ولدت في 5 يوليو 1993 في ليفربول في المملكة المتحدة.

## وصلات خارجية
- هولي كافاناه على موقع IMDb (الإنجليزية)
- هولي كافاناه على موقع ميوزك برينز (الإنجليزية)